# Sainte-Famille-de-l'Île-d'Orléans
Sainte-Famille-de-l'Île-d'Orléans, till 2017 Sainte-Famille, är en kommun i provinsen Québec i Kanada. Den ligger i regionen Capitale-Nationale, i den sydöstra delen av landet, 400 km öster om huvudstaden Ottawa.